# 贺吉祥
贺吉祥（1915年—2007年），中国人民解放军将领、中国人民解放军开国少将。
曾任吉林军区副司令员。1955年，授予中国人民解放军少将。